# Henryk Jurkowski
Henryk Zdzisław Jurkowski (Warschau, 19 januari 1927 - 3 januari 2016) was een Pools theatercriticus, -historicus, -theoreticus, -schrijver en -regisseur, vertaler en hoogleraar.

## Levensloop
Van 1950 tot 1952 was Jurkowski leraar telecommunicatie in Warschau. In de twintig jaren erop, tot 1972, werkte hij voor het Poolse ministerie van kunst en cultuur. Van 1973 tot 2004 was hij als hoogleraar verbonden aan theateracademies in Krakau en Warschau.
Van 1976 tot 1979 stond hij aan het hoofd van de faculteit voor poppentheater van de Ludwik Solski Academie voor Toneelkunsten in Krakau. In 1980 richtte hij de faculteit voor poppentheater in Białystok op dat deel uitmaakt van de Alexander Zelwerowicz Theateracademie in Warschau. Vanaf de oprichting tot 1983 had hij de leiding over deze faculteit en van 1990 tot 1993 was hij er conrector.
Daarbij was hij gasthoogleraar aan verschillende onderwijsinstellingen in het buitenland, waaronder de École nationale supérieure des arts de la marionnette in Charleville-Mézières, het Instituto del Teatro in Sevilla, de Central School of Speech and Drama in Londen, de Akademie der darstellende Kunst in Stuttgart, de Akademie Muzickych Umeni in Praag, het Teatralnyi Institute in Sofia en het Art Institute of Chicago. Hij was secretaris-generaal van de Union Internationale de la Marionnette (UNIMA) van 1972 tot 1984, voorzitter van 1984 tot 1992 en werd vervolgens vanaf 1992 benoemd tot erevoorzitter.
Naast zijn academische carrière werkte hij als literair adviseur poppentheater voor de Poolse televisie en verschillende theaters. Ook regisseerde hij televisieprogramma's van poppenspelen. Daarnaast stond hij aan het hoofd van de Poolse tijdschrift met de naam Poppentheater (vertaald).
Hij schreef honderden cultuurkritische artikelen en essays over poppenspel, folklore, semiotiek, en cultuurhistorische boeken over de dramaturgie en esthetica van het poppentheater. Zijn werk gepubliceerd in het Pools, Tsjechisch, Duits, Servo-Kroatisch, Russisch, Japans, Spaans, Engels en Frans. Verder was hij coredacteur van de World Encyclopedia of the Contemporary Theatre (ITI, UNESCO) en de World Encyclopedia of Puppetry Art (UNIMA, UNESCO, 1995-2000).

## Erkenning
- 1984: Armia Krajowa-kruis
- 1994: Orde van Kunst en Letteren
- 2003: Orde Polonia Restituta
- 2010: Medaille voor de bijdrage aan cultuur
- Kruis van Verdienste
- Onderscheiding voor de verdienste aan de Poolse cultuur
- Zilveren Kruis van Verdienste